# Sabrina Buchholz
Pour les articles homonymes, voir Buchholz.
Sabrina Buchholz, née le 5 mars 1980 à Schmalkalden (Thuringe), est une biathlète allemande, championne du monde de relais mixte en 2008. 

## Carrière
Sabrina Buchholz commence le biathlon à l'âge de douze ans au club d'Oberhof, où elle côtoie plus tard Andrea Henkel.
L'Allemande se distingue dans les catégories juniors en remportant trois médailles d'or sur quatre épreuves lors des Championnats du monde juniors 2000 organisés à Pokljuka (Slovénie). Sacrée sur le relais, le sprint et la poursuite, elle décroche également la médaille d'argent sur l'individuel. Ces performances lui permettent de participer à sa première épreuve de Coupe du monde lors d'un sprint organisé en décembre 2000 à Hochfilzen (Autriche). Dès cette première apparition parmi l'élite mondiale, Buchholz se signale par une neuvième place finale malgré une pénalité au tir. Elle effectue son retour en 2004, année à partir de laquelle elle parvient à gagner une place au sein de la très dense équipe allemande. Régulièrement dans les points au début de la saison 2007/2008, elle devient membre du relais allemand avec lequel elle remporte ses deux premiers succès à Pokljuka puis à Ruhpolding (Allemagne). Elle devient ensuite championne du monde de relais mixte à Östersund avec Magdalena Neuner, Andreas Birnbacher et Michael Greis. Cet hiver, elle a enregistré son meilleur résultat sur une course individuelle en Coupe du monde avec une cinquième place sur le sprint d'Hochfilzen, pour finir au 18e rang du classement général, son meilleur. En 2010, elle prend part essentiellement à l'IBU Cup, l'antichambre de la Coupe du monde, remportant le classement général.
Elle obtient une autre sélection en championnat du monde en 2011, après une dernière victoire en relais à Antholz.

## Palmarès

### Championnats du monde
| Mondiaux \ Épreuve   | Individuel | Sprint | Poursuite | Départ en masse | Relais | Relais mixte         |
| 2008 Östersund       | —          | —      | —         | 26e             | —      | Médaille d'or, monde |
| 2011 Khanty-Mansiïsk | 20e        | —      | —         | —               | —      | —                    |

Légende :

 : première place, médaille d'or

— : n'a pas participé à cette épreuve

### Coupe du monde
- Meilleur classement général : 18e en 2008.
- Meilleur résultat individuel : 5e place.
- 5 podiums en relais : 3 victoires, 1 deuxième place et 1 troisième place.
- 1 podium en relais mixte : 1 victoire[2].

#### Classements en Coupe du monde
| Saison    | Classement général final | Individuel | Sprint | Poursuite | Mass start |
| 2000-2001 | 59e                      |            | 45e    |           |            |
| 2001-2002 | 62e                      | 57e        |        | 55e       |            |
|           |                          |            |        |           |            |
| 2003-2004 | 46e                      |            | 49e    | 35e       |            |
| 2004-2005 | 44e                      | 41e        | 46e    | 38e       |            |
| 2005-2006 | nc                       | nc         | nc     |           |            |
| 2006-2007 | 38e                      | 24e        | 42e    | 43e       | 41e        |
| 2007-2008 | 18e                      | 36e        | 11e    | 23e       | 22e        |
| 2008-2009 | 73e                      | 74e        | 73e    | 64e       |            |
| 2009-2010 | 72e                      |            | 63e    |           |            |
| 2010-2011 | 29e                      | 26e        | 32e    | 34e       | 28e        |
| 2011-2012 | 66e                      | 30e        | 84e    | nc        |            |

### Championnats d'Europe
- Médaille d'or du relais en 2002.
- Médaille d'argent de l'individuel en 2005.
- Médaille d'argent du relais en 2007.
- Médaille de bronze du relais en 2004 et 2006.

### Championnats du monde junior
- Médaille d'or du sprint, de la poursuite et du relais en 2000.
- Médaille d'argent de l'individuel en 2000.

### IBU Cup
- Vainqueur du classement général en 2001, 2002 et 2010.
- 18 victoires individuelles.